# エミリアーノ・ガルシア＝パヘ
エミリアーノ・ガルシア＝パヘ・サンチェス（スペイン語: Emiliano García-Page Sánchez、1968年6月11日 - ）は、スペイン・トレド県トレド出身の政治家。スペイン社会労働党(PSOE)所属。2007年から2015年までトレド市長を務めた。2015年からカスティーリャ＝ラ・マンチャ州首相を務めている。

## 経歴
1968年6月11日、トレド県トレドに生まれた。18歳になる前にスペイン社会労働党(PSOE)青年部に加入し、成人すると正式な党員となった。カスティーリャ＝ラ・マンチャ大学法学部を卒業し、1987年から1993年まではトレド市議会議員を務め、1991年にはホアキン・サンチェス・ガリード市長の下で副市長を務めた。1999年から2007年まではカスティーリャ＝ラ・マンチャ州議会議員を務めた。
2007年には社会労働党の筆頭候補（市長候補）としてトレド市議会議員選挙に出馬した。市議会議員に当選するとともに、国民党(PP)のホセ・マヌエル・モリーナの後任としてトレド市長に就任した。2011年にはトレド市長と兼任でスペイン上院議員に就任した。2012年にはホセ・マリーア・バレーダの後任として社会労働党カスティーリャ＝ラ・マンチャ州支部長に就任した。2015年には社会労働党の筆頭候補（州首相候補）としてカスティーリャ＝ラ・マンチャ州議会議員選挙に出馬した。州議会議員に当選するとともに、国民党のマリア・ドローレス・デ・コスペダル・ガルシーアの後任として州首相に就任した。